# Ha Hong-seon
Ha Hong-seon (koreanisch 하홍선; * 1. Juni 1991 in Seoul) ist ein ehemaliger südkoreanischer Eisschnellläufer.

## Werdegang
Ha wurde zweimal südkoreanischer Juniorenmeister im Kleinen-Vierkampf und kam bei den Juniorenweltmeisterschaften 2008 in Changchun auf den 19. Platz im Kleinen-Vierkampf sowie auf den neunten Rang in der Teamverfolgung. In der Saison 2008/09 belegte er bei den Juniorenweltmeisterschaften 2009 in Zakopane den neunten Platz im Kleinen-Vierkampf sowie den sechsten Rang in der Teamverfolgung und nahm in Berlin erstmals am Eisschnelllauf-Weltcup teil, wobei er den achten Platz in der Teamverfolgung errang. Dies war zugleich sein bestes Ergebnis im Weltcup. In der folgenden Saison lief er bei den Olympischen Winterspielen 2010 in Vancouver auf den 31. Platz über 1500 m sowie auf den fünften Rang in der Teamverfolgung und holte bei den Juniorenweltmeisterschaften 2010 in Moskau die Silbermedaille in der Teamverfolgung. Zudem wurde er Sechster im Kleinen-Vierkampf. Seinen letzten Weltcup absolvierte er im Dezember 2014 in Heerenveen, welchen er in der B-Gruppe auf dem 16. Platz über 1000 m beendete.

## Erfolge

### Olympische Spiele
- 2010 Vancouver: 5. Platz Teamverfolgung, 31. Platz 1500 m

### Persönliche Bestzeiten
| Disziplin | Zeit         | Datum              | Ort     |
| --------- | ------------ | ------------------ | ------- |
| 500 m     | 35,81 s      | 25. September 2016 | Calgary |
| 1000 m    | 1:09,45 min  | 24. September 2016 | Calgary |
| 1500 m    | 1:46,82 min  | 1. Oktober 2011    | Calgary |
| 3000 m    | 3:50,42 min  | 19. September 2009 | Calgary |
| 5000 m    | 6:41,22 min  | 26. September 2009 | Calgary |
| 10000 m   | 14:05,32 min | 23. November 2008  | Moskau  |